# Badminton bei den Parapanamerikanischen Spielen
Badmintonwettbewerbe werden bei den Parapanamerikanischen Spielen werden seit 2019 ausgetragen.

## Austragungsorte
| Jahr | Nr. | Land  | Ort      | Datum                            |
| ---- | --- | ----- | -------- | -------------------------------- |
| 2019 | I   | Peru  | Lima     | 29. August bis 1. September 2019 |
| 2023 | II  | Chile | Santiago | 22. bis 26. November 2023        |